# Caura (Coria del Río)
Caura o Cavra era un oppidum romano citado por el historiador y naturalista Plinio como perteneciente al convento jurídico hispalense, situado a orillas del río Betis. Ocupó el cerro de San Juan de Coria del Río y posteriormente se extendió por la falda sur de ese cerro. La ciudad, por los restos hallados, parece alcanzó su apogeo en el siglo II d. C. Hay que diferenciarla de la homónima ciudad Caura de los vetones, sita en Extremadura.
Cavra o Caura como ciudad portuaria en el estuario del Betis, que ponía en comunicación ciudades como Corduba, Ilipa Magna e Hispalis con el mar, tuvo gran importancia. Prueba de ello es que acuñó moneda con imágenes de un pez, posiblemente un sábalo indicando su actividad pesquera. La denominación de oppidum, ‘plaza fuerte’, parece indicarnos que en época romana fue una ciudad amurallada.
Son muy abundantes los restos romanos hallados en el cerro Alto o Cerro de San Juan y el casco antiguo de Coria del Río, destacando un cipo funerario dedicado a una sacerdotisa flaminica que se conserva en la Ermita de San Juan Bautista. En este mismo cerro Alto aparecieron restos de sillares y un pie de fuste estriado que parece corresponder a la ubicación de un templo romano.
En lo que se refiere al actual casco urbano se han hallado diversos enterramientos correspondientes a la necrópolis de la ciudad y estructuras urbanas tales como muros y hornos de alfarería (C/ Cervantes frente a la bocacalle de C/ Pajares). Se ha descubierto una calzada romana en la que superponen estructuras de dos épocas distintas y que discurre paralela a la acera derecha de la actual C/ San Juan (confluencia de esta con C/ Méndez Núñez), en el margen derecho de la calzada se descubrió también un muro perteneciente a una vivienda.

Prehistoria final (Calcolítico y Edad del Bronce)
________________________________________________
El primer poblamiento estable en Coria del Río , lo que será el antecedente de Caura, se inicia en la segunda mitad del III milenio a.C. En ese momento, la población se asentó en los cerros de Cantalobos y de San Juan, ambos rodeados hoy por el casco urbano de Coria .
En el 2350- 2200 aC se produjo un repentino períodos de sequía, que entre el 2200-2000 aC aunque de manera lenta se intensifica, con ello se da final a la época calcolítica y da comienzo al Bronce Antiguo. El declive demográfico que se produjo fue consecuencia directa del denominado Evento Climático 4.2 k, que trajo consigo una larga época de extrema aridez y despoblación de la zona.Entre 2000 aC y 1900 aC aprox el lugar queda deshabitado durante varias generaciones. A pesar de esta situación la población se restablece, esto se debe al hecho de que el enclave dominara el viejo final del río supuso una ventaja sobre otras muchas comunidades locales, lo que le permitió reinaugurar el poblamiento en el Bronce Antiguo. Este momento representó también una implantación relativamente floreciente pero poco duradera. Durante este periodo el asentamiento estuvo en contacto por vía marítima con territorios muy lejanos, fruto de lo cual fue la importación de cerámica oriental de origen siropalestino que se ha encontrado . Sin embargo, la crisis climática acabó también con esta ocupación que colapsó sobre el año 1500 aC, (como hizo igualmente  la Cultura del Argar). Así se despobló de nuevo el sitio , pero en el siglo IX a.C., se instala sobre el Cerro de San Juan una comunidad fenicia interesada en el control de la embocadura del Guadalquivir. Estos dos hiatos ( circa 2200 aC y 1500- 850 aC) implicaron las correspondientes sustituciones poblacionales, hecho reflejado en los fuertes cambios culturales contrastables entre unas épocas y otras en el registro arqueológico del propio asentamiento.
Por un lado, se asentaron gente del Bronce Atlántico, presente ya antes de la llegada de los fenicios, que se emparentaban con culturas del ámbito atlántico, caracterizadas por técnicas metalúrgicas y tradiciones autóctonas de la Edad del Bronce Final (1050-825 a.C.). Estas comunidades desarrollaron una cultura material con objetos de bronce como armamento, fíbulas y elementos decorativos.
Por otro lado la cultura fenicia traída por fenicios a a partir del siglo IX aC aportó técnicas avanzadas de orfebrería (granulado, filigrana), el torno de alfarero, costumbres funerarias como la incineración, elementos de religión oriental (dioses como Astarté, Baal o Melkart) y estimuló la urbanización y la jerarquización social gracias al comercio de metales preciosos como oro y plata.

## Colonización fenicia
Los antecedentes a la Caura romana hay que buscarlos en la factoría establecida por los fenicios en Coria (siglos  VIII-VI a. C.) cuando entonces el río Tartessos desembocaba al mar, precisamente a la altura de Coria del Río, en una amplia ensenada marina denominada Golfo Tartésico (Tartessii Sinus según la designación de la obra Ora Marítima de Avieno). Caura era entonces un importante puerto debido, con toda seguridad, a la riqueza agrícola, piscícola y ganadera de toda la zona. Este puerto marítimo-fluvial fue junto con los de Gadir (Cádiz) y Ispal o Spal (Sevilla), centro de una notable actividad comercial y por ser un puerto terminal desde el río en las navegaciones hacia el Atlántico o pasando después el estrecho de Gibraltar hacia el Mediterráneo. 
En el cerro de San Juan de Coria del Río, los trabajos de acondicionamiento de un centro de enseñanza permitieron descubrir un templo fenicio dentro del asentamiento tartésico fechado entre finales del s. VIII-principios del s. VII a. C. (algo posterior al templo fenicio del Carambolo) . Por tanto Caura se trata de uno de los yacimientos más antiguos donde se detecta la presencia fenicia en la región del Bajo Guadalquivir. En el altar de ese templo, dispuesto en forma de piel de toro, se practicaba el culto a Baal Safón,  además este templo fenicio guarda muchas concordancias con el de El Carambolo. Este dios de los navegantes fenicios ofrecía protección a cuantos marinos salían o volvían del mar abierto en viajes con punto de destino o de salida hacia o desde lugares tan lejanos como Fenicia en el otro extremo del mar Mediterráneo. También se ha estudiado la orientación del santuario hacia la puesta de Venus lo que ha permitido conocer que también estaba dedicado a la diosa fenicia Astarté.

## Caura tartésica
Estos descubrimientos, juntos con los del yacimiento arqueológico de Doña Blanca en la provincia de Cádiz han permitido descubrir la arquitectura e ideología religiosa fenicia, que previamente se habían considerado tartésicas. Se asume la presencia fenicia en asentamientos tartésicos.